# سداب سوری

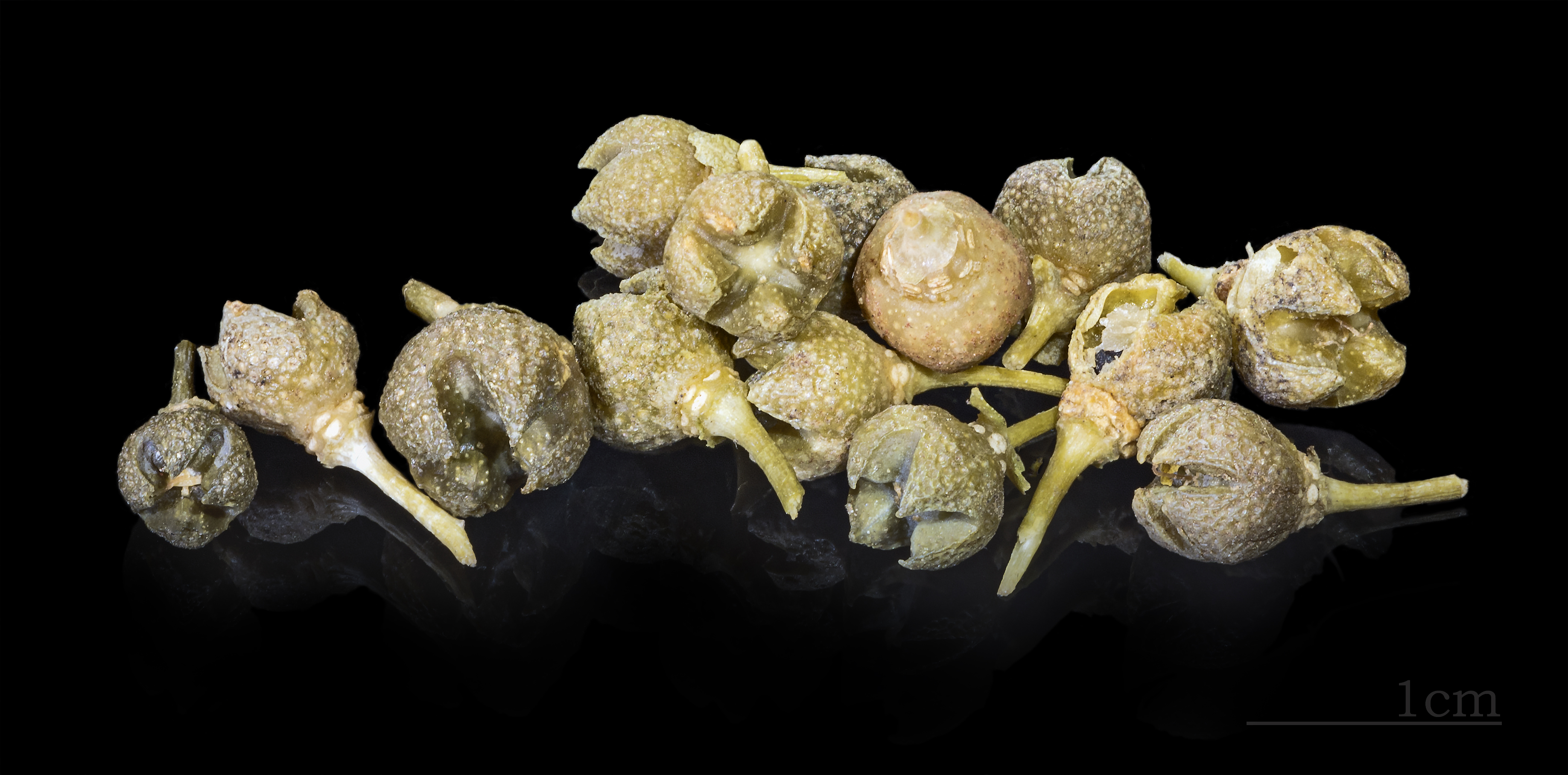
میوه خشک شده.

سُداب سوری، سُداب بوشهری (نام علمی: Ruta chalepensis) نام یک گونه از سرده سداب است.